# Copa Juan Pinto Durán 1965
La Copa Juan Pinto Durán de 1965 fue la segunda edición del torneo. Esta versión del torneo se disputó en las ciudades de Montevideo, Uruguay y en Santiago, Chile, en partidos de ida y vuelta los días 9 y 16 de mayo.
Esta edición no tuvo ganador, ya que empataron ambos partidos y no se definió.

## Partidos
| 9 de mayo de 1965 | Chile | 0:0     | Uruguay | Estadio Nacional, Santiago de Chile                            |                                                                |
|                   |       | Reporte |         | Asistencia: 59.316 espectadores Árbitro(s): Francisco Pardiñas | Asistencia: 59.316 espectadores Árbitro(s): Francisco Pardiñas |

| 16 de mayo de 1965 | Uruguay        | 1:1 (1:1) | Chile             | Estadio Centenario, Montevideo                                     |                                                                    |
|                    | Julio Toja 42' | Reporte   | Leonel Sánchez 7' | Asistencia: 16.991 espectadores Árbitro(s): Domingo Massaro Conley | Asistencia: 16.991 espectadores Árbitro(s): Domingo Massaro Conley |

## Tabla
| Selección | Pts. | PJ | PG | PE | PP | GF | GC | Dif. |
| --------- | ---- | -- | -- | -- | -- | -- | -- | ---- |
| Chile     | 2    | 2  | 0  | 2  | 0  | 1  | 1  | 0    |
| Uruguay   | 2    | 2  | 0  | 2  | 0  | 1  | 1  | 0    |